# Mormant-sur-Vernisson

Mormant-sur-Vernisson este o comună în departamentul Loiret din centrul Franței. În 1 ianuarie 2022 avea o populație de 133 de locuitori.